# نطاق إس
نطاق إس هو تسمية معهد مهندسي الكهرباء والإلكترونيات (IEEE) لجزء من نطاق الموجات الدقيقة من الطيف الكهرومغناطيسي الذي يغطي الترددات من 2 إلى 4 جيجاهيرتز (GHz). وبالتالي فإنه يعبر الحدود التقليدية بين نطاقي التردد عالي الإرتفاع والتردد فائق الإرتفاع عند 3 جيجاهيرتز. يوجد العديد من التطبيقات التي تستخدام النطاق «إس» حيث يُستخدم بواسطة رادار مراقبة المطارات لمراقبة الحركة الجوية ، ورادار الطقس ، ورادار السفن السطحية، وبعض أقمار الاتصالات ، خاصة الأقمار الصناعية التي تستخدمها وكالة ناسا للتواصل مع المكوك الفضائي ومحطة الفضاء الدولية. يحتوي النطاق «إس» أيضًا على نطاق ISM الذي يوجد ما بين 2.4 إلي 2.483 جيجاهرتز، حَيث يُستخدم على نطاق واسع لأجهزة الميكروويف منخفضة الطاقة غير المرخصة مثل الهواتف اللاسلكية ، وسماعات الرأس اللاسلكية ( Bluetooth )، والشبكات اللاسلكية (WiFi)، وفاتحات أبواب الجراج ، وأقفال المركبات بدون مفتاح ، وأجهزة مراقبة الأطفال ، بالإضافة إلى أجهزة الإستحرار الطبية وأفران الميكروويف ( عادة عند 2.495 جيجاهيرتز).

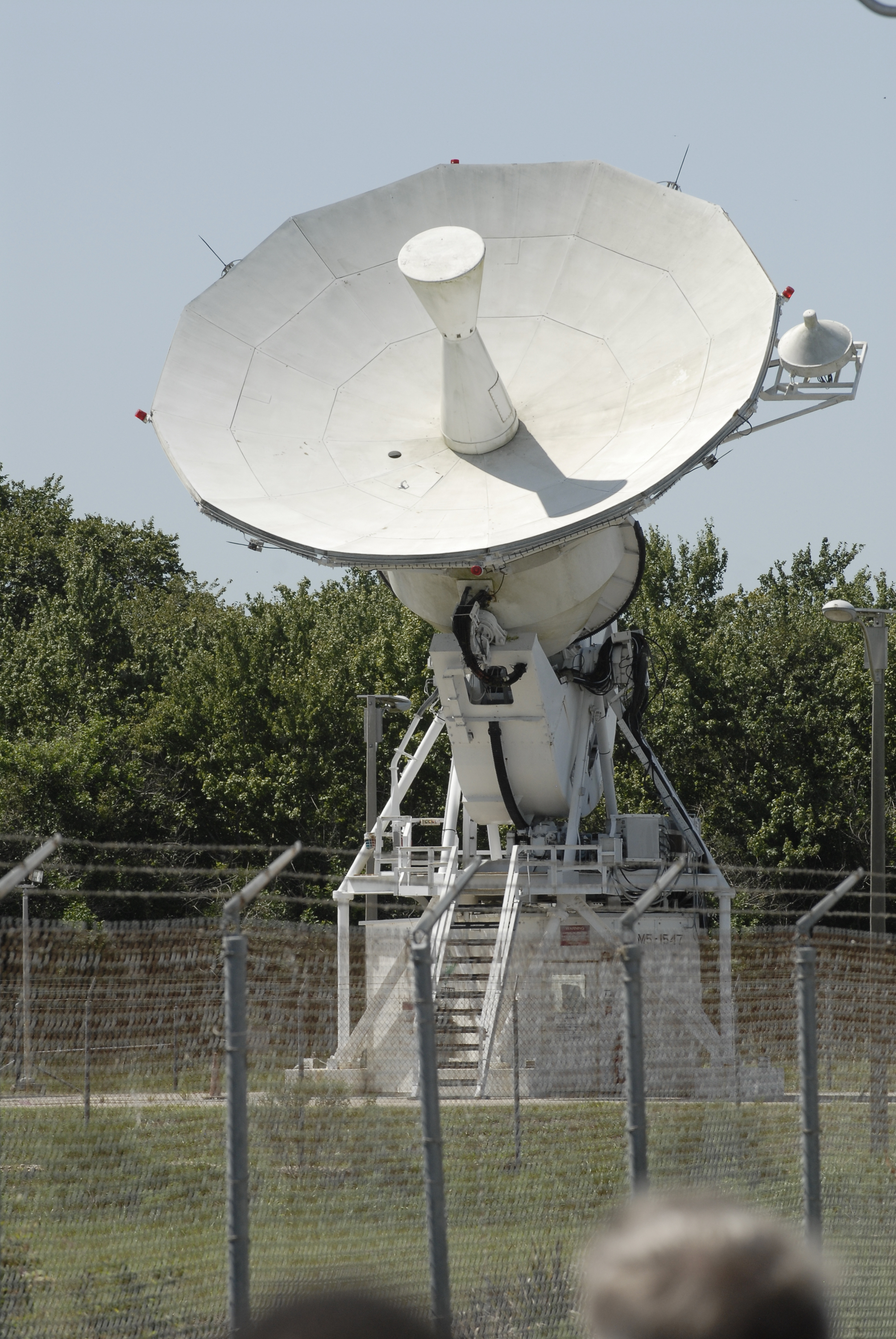
هوائي تَتَبُع للنطاق إس في مركز كينيدي للفضاء